# Medagliati olimpici nello slittino
Elenco dei vincitori di medaglia olimpica nello slittino, ordinati per specialità.

## Albo d'oro

### Singolo maschile

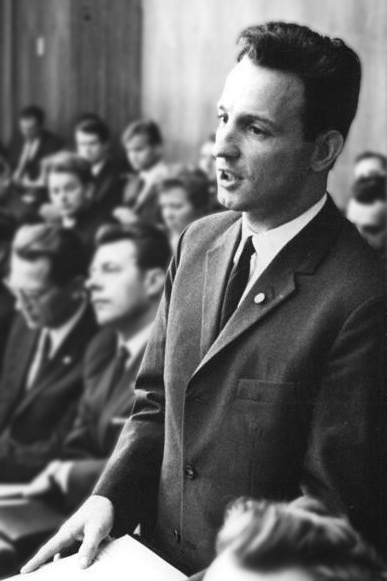
Ai Giochi Olimpici del 1964 Thomas Köhler, atleta della Germania dell'Est, vinse la prima gara della storia nello slittino individuale alle Olimpiadi invernali. Quattro anni più tardi vinse anche la gara olimpica di doppio.

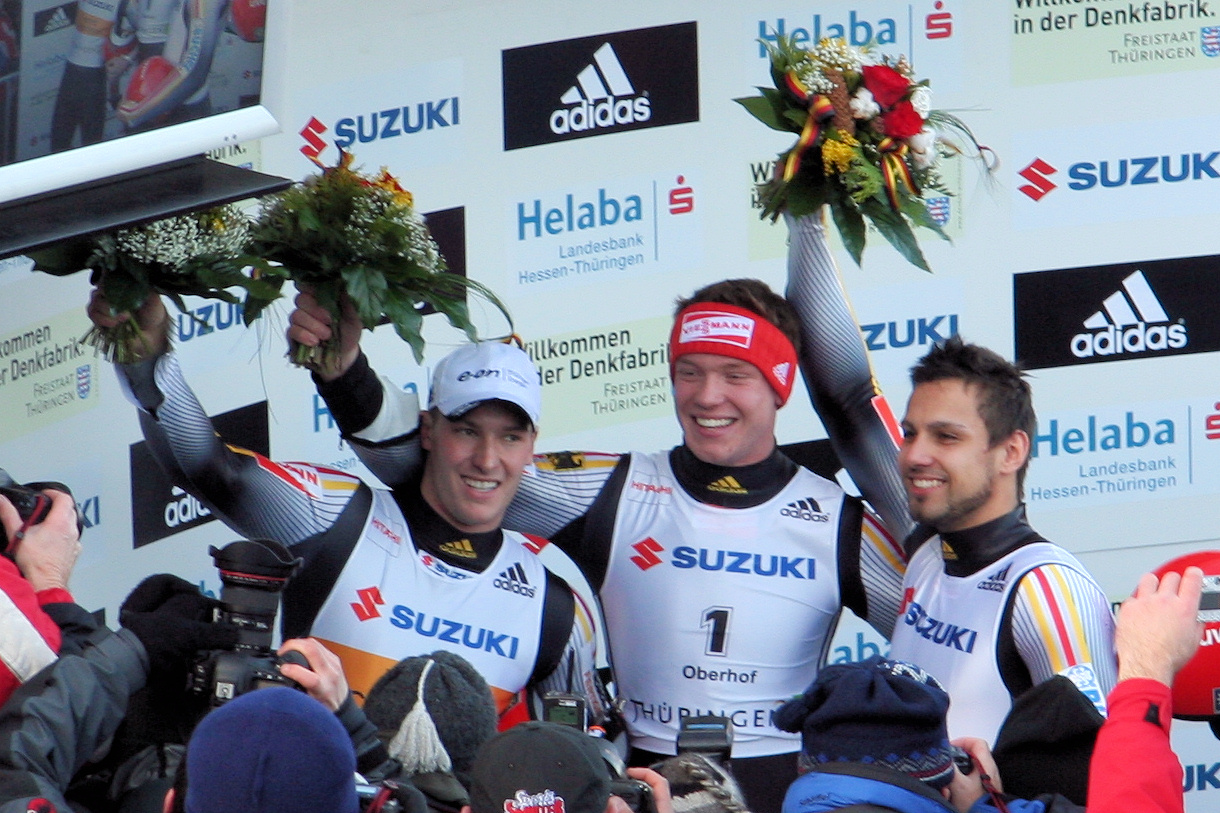
Gli slittinisti tedeschi Felix Loch (al centro) e David Möller (sulla sinistra) si posizionarono al primo ed al secondo posto rispettivamente, nella slittino individuale maschile ai Giochi del 2010.

| Edizione                                    | Oro                                         | Argento                                   | Bronzo                                    |
| ------------------------------------------- | ------------------------------------------- | ----------------------------------------- | ----------------------------------------- |
| Innsbruck 1964                              | Thomas Köhler                               | Klaus Bonsack                             | Hans Plenk                                |
| Grenoble 1968                               | Manfred Schmid                              | Thomas Köhler                             | Klaus Bonsack                             |
| Sapporo 1972                                | Wolfgang Scheidel                           | Harald Ehrig                              | Wolfram Fiedler                           |
| Innsbruck 1976                              | Dettlef Günther                             | Josef Fendt                               | Hans Rinn                                 |
| Lake Placid 1980                            | Bernhard Glass                              | Paul Hildgartner                          | Anton Winkler                             |
| Sarajevo 1984                               | Paul Hildgartner                            | Sergej Danilin                            | Valerij Dudin                             |
| Calgary 1988                                | Jens Müller                                 | Georg Hackl                               | Jurij Charčenko                           |
| Albertville 1992                            | Georg Hackl                                 | Markus Prock                              | Markus Schmidt                            |
| Lillehammer 1994                            | Georg Hackl                                 | Markus Prock                              | Armin Zöggeler                            |
| Nagano 1998                                 | Georg Hackl                                 | Armin Zöggeler                            | Jens Müller                               |
| Salt Lake City 2002                         | Armin Zöggeler                              | Georg Hackl                               | Markus Prock                              |
| Torino 2006                                 | Armin Zöggeler                              | Al'bert Demčenko                          | Mārtiņš Rubenis                           |
| Vancouver 2010                              | Felix Loch                                  | David Möller                              | Armin Zöggeler                            |
| Soči 2014                                   | Felix Loch                                  | Al'bert Demčenko                          | Armin Zöggeler                            |
| Pyeongchang 2018                            | David Gleirscher                            | Chris Mazdzer                             | Johannes Ludwig                           |
| Pechino 2022                                | Johannes Ludwig                             | Wolfgang Kindl                            | Dominik Fischnaller                       |
| Atleta meglio premiato: Georg Hackl (3/2/0) | Atleta meglio premiato: Georg Hackl (3/2/0) | Nazione meglio premiata: Germania (6/2/2) | Nazione meglio premiata: Germania (6/2/2) |

### Singolo femminile

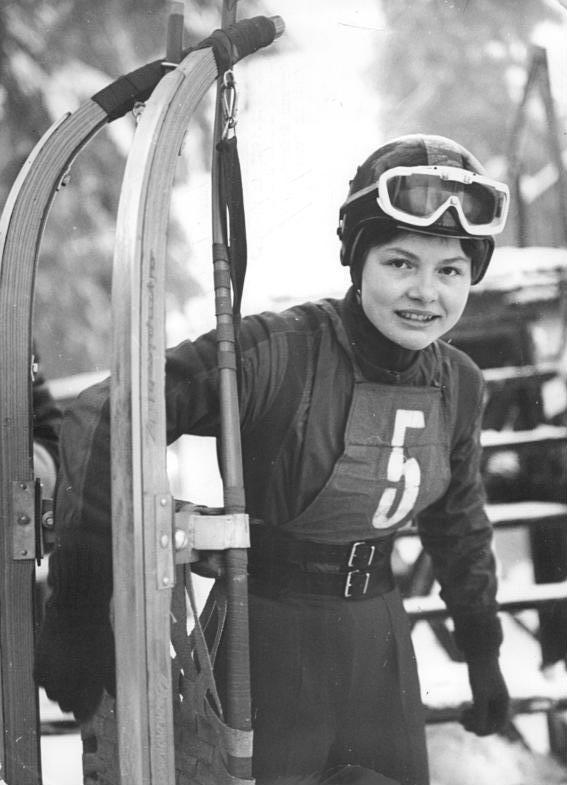
La slittinista della Germania dell'Est Ortrun Enderlein vinse la prima gara olimpica di slittino individuale ai Giochi di Innsebruck nel 1964.

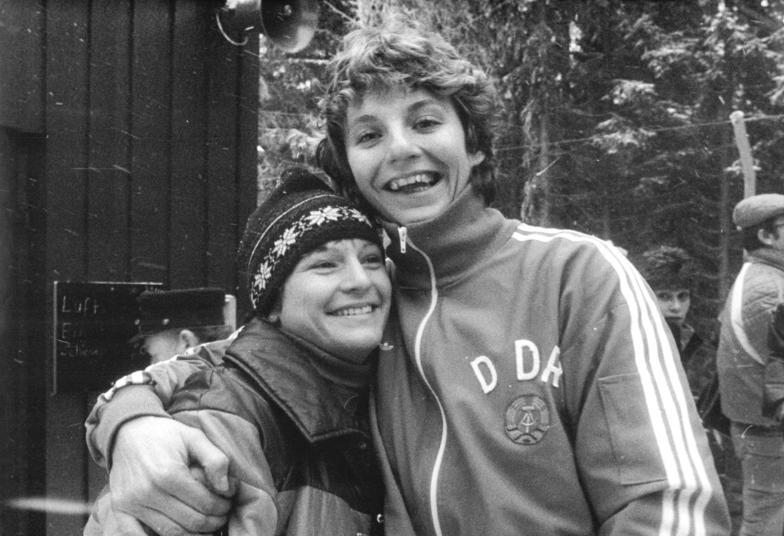
Nel 1988 Steffi Martin della Germania dell'Est (sulla destra) divenne la prima slittinista donna capace di difendere il proprio titolo vinto nell'edizione precedente, mentre la connazionale Ute Oberhoffner (sulla sinistra) finì in seconda posizione.

| Edizione                                             | Oro                                                  | Argento                                   | Bronzo                                    |
| ---------------------------------------------------- | ---------------------------------------------------- | ----------------------------------------- | ----------------------------------------- |
| Innsbruck 1964                                       | Ortrun Enderlein                                     | Ilse Geisler                              | Helene Thurner                            |
| Grenoble 1968                                        | Erika Lechner                                        | Christina Schmuck                         | Angelika Dünhaupt                         |
| Sapporo 1972                                         | Anna-Maria Müller                                    | Ute Rührold                               | Margit Schumann                           |
| Innsbruck 1976                                       | Margit Schumann                                      | Ute Rührold                               | Elisabeth Demleitner                      |
| Lake Placid 1980                                     | Vera Zozulja                                         | Melitta Sollmann                          | Ingrīda Amantova                          |
| Sarajevo 1984                                        | Steffi Martin                                        | Bettina Schmidt                           | Ute Weiß                                  |
| Calgary 1988                                         | Steffi Walter                                        | Ute Oberhoffner                           | Cerstin Schmidt                           |
| Albertville 1992                                     | Doris Neuner                                         | Angelika Neuner                           | Susi Erdmann                              |
| Lillehammer 1994                                     | Gerda Weissensteiner                                 | Susi Erdmann                              | Andrea Tagwerker                          |
| Nagano 1998                                          | Silke Kraushaar                                      | Barbara Niedernhuber                      | Angelika Neuner                           |
| Salt Lake City 2002                                  | Sylke Otto                                           | Barbara Niedernhuber                      | Silke Kraushaar                           |
| Torino 2006                                          | Sylke Otto                                           | Silke Kraushaar                           | Tatjana Hüfner                            |
| Vancouver 2010                                       | Tatjana Hüfner                                       | Nina Reithmayer                           | Natalie Geisenberger                      |
| Soči 2014                                            | Natalie Geisenberger                                 | Tatjana Hüfner                            | Erin Hamlin                               |
| Pyeongchang 2018                                     | Natalie Geisenberger                                 | Dajana Eitberger                          | Alex Gough                                |
| Pechino 2022                                         | Natalie Geisenberger                                 | Anna Berreiter                            | Tat'jana Ivanova                          |
| Atleta meglio premiato: Natalie Geisenberger (3/0/1) | Atleta meglio premiato: Natalie Geisenberger (3/0/1) | Nazione meglio premiata: Germania (7/7/4) | Nazione meglio premiata: Germania (7/7/4) |

### Doppio

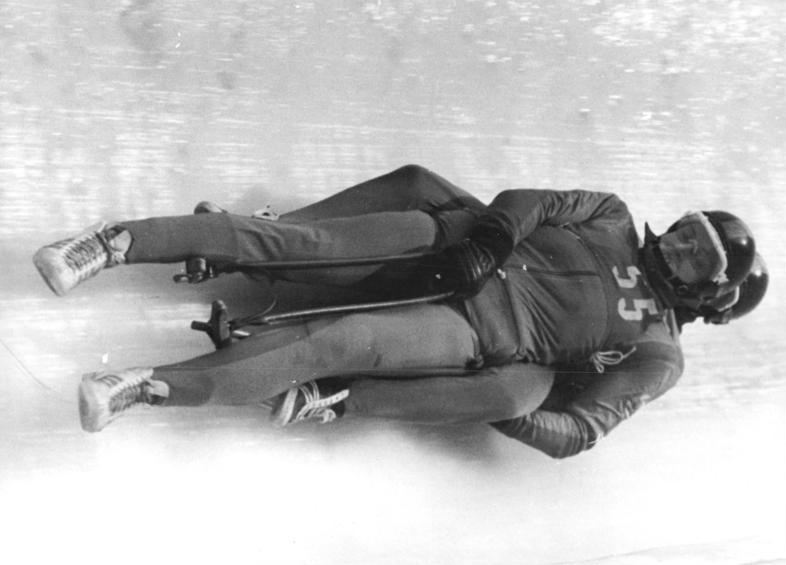
Horst Hörnlein e Reinhard Bredow tedeschi dell'Est condivisero la medaglia d'oro dell'Olimpiade 1972 con gli italiani Paul Hildgartner and Walter Plaikner.

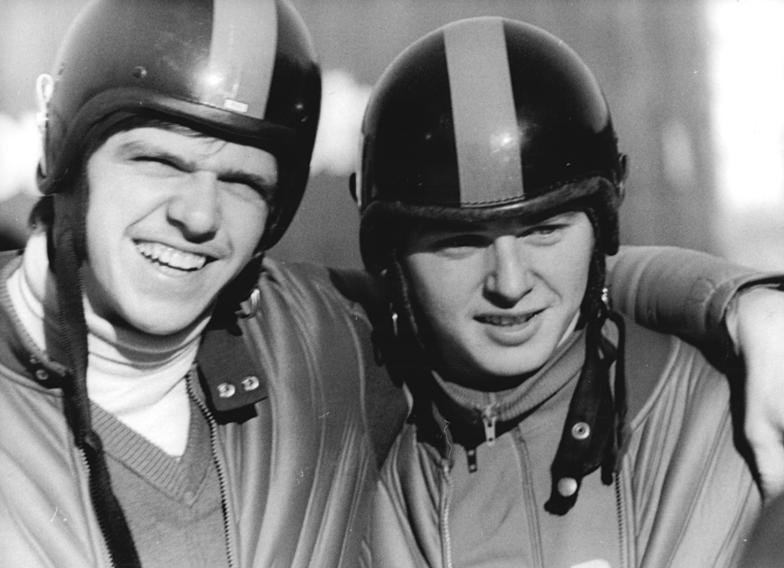
Il doppio della Germania dell'Est composto da Hans Rinn (sulla sinistra) e Norbert Hahn (sulla destra) è stato il primo di sempre a vincere in successione il titolo Olimpico, nel 1976 e nel 1980.

| Edizione                                                   | Oro                                                        | Argento                                                | Bronzo                                               |
| ---------------------------------------------------------- | ---------------------------------------------------------- | ------------------------------------------------------ | ---------------------------------------------------- |
| Innsbruck 1964                                             | Austria Josef Feistmantl - Manfred Stengl                  | Austria Reinhold Senn - Helmut Thaler                  | Italia Walter Außendorfer - Sigisfredo Mair          |
| Grenoble 1968                                              | Germania Est Klaus-Michael Bonsack - Thomas Köhler         | Austria Manfred Schmid - Ewald Walch                   | Germania Ovest Wolfgang Winkler - Fritz Nachmann     |
| Sapporo 1972                                               | Germania Est Horst Hörnlein - Reinhard Bredow              | —                                                      | Germania Est Klaus-Michael Bonsack - Wolfram Fiedler |
| Sapporo 1972                                               | Italia Paul Hildgartner - Walter Plaikner                  | —                                                      | Germania Est Klaus-Michael Bonsack - Wolfram Fiedler |
| Innsbruck 1976                                             | Germania Est Hans Rinn - Norbert Hahn                      | Germania Ovest Hans Brandner - Balthasar Schwarm       | Austria Rudolf Schmid - Franz Schachner              |
| Lake Placid 1980                                           | Germania Est Hans Rinn - Norbert Hahn                      | Italia Peter Gschnitzer - Karl Brunner                 | Austria Georg Fluckinger - Karl Schrott              |
| Sarajevo 1984                                              | Germania Ovest Hans Stangassinger - Franz Wembacher        | Unione Sovietica Evgenij Belousov - Aleksandr Beljakov | Germania Est Jörg Hoffmann - Jochen Pietzsch         |
| Calgary 1988                                               | Germania Est Jörg Hoffmann - Jochen Pietzsch               | Germania Est Stefan Krauße - Jan Behrendt              | Germania Ovest Thomas Schwab - Wolfgang Staudinger   |
| Albertville 1992                                           | Germania Stefan Krauße - Jan Behrendt                      | Germania Yves Mankel - Thomas Rudolph                  | Italia Hansjörg Raffl - Norbert Huber                |
| Lillehammer 1994                                           | Italia Kurt Brugger - Wilfried Huber                       | Italia Hansjörg Raffl - Norbert Huber                  | Germania Stefan Krauße - Jan Behrendt                |
| Nagano 1998                                                | Germania Stefan Krauße - Jan Behrendt                      | Stati Uniti Christopher Thorpe - Gordon Sheer          | Stati Uniti Mark Grimmette - Brian Martin            |
| Salt Lake City 2002                                        | Germania Patric Leitner - Alexander Resch                  | Stati Uniti Mark Grimmette - Brian Martin              | Stati Uniti Christopher Thorpe - James Ives          |
| Torino 2006                                                | Austria Andreas Linger - Wolfgang Linger                   | Germania André Florschütz - Torsten Wustlich           | Italia Gerhard Plankensteiner - Oswald Haselrieder   |
| Vancouver 2010                                             | Austria Andreas Linger - Wolfgang Linger                   | Lettonia Andris Šics - Juris Šics                      | Germania Patric Leitner - Alexander Resch            |
| Soči 2014                                                  | Germania Tobias Wendl - Tobias Arlt                        | Austria Andreas Linger - Wolfgang Linger               | Lettonia Andris Šics - Juris Šics                    |
| Pyeongchang 2018                                           | Germania Tobias Wendl - Tobias Arlt                        | Austria Peter Penz - Georg Fischler                    | Germania Toni Eggert - Sascha Benecken               |
| Pechino 2022                                               | Germania Tobias Wendl - Tobias Arlt                        | Germania Toni Eggert - Sascha Benecken                 | Austria Thomas Steu - Lorenz Koller                  |
| Atleta meglio premiato: Tobias Wendl e Tobias Arlt (3/0/0) | Atleta meglio premiato: Tobias Wendl e Tobias Arlt (3/0/0) | Nazione meglio premiata: Germania (6/2/3)              | Nazione meglio premiata: Germania (6/2/3)            |

### Gara mista a squadre
| Edizione                                                                         | Oro                                                                              | Argento                                                                       | Bronzo                                                             |
| -------------------------------------------------------------------------------- | -------------------------------------------------------------------------------- | ----------------------------------------------------------------------------- | ------------------------------------------------------------------ |
| Soči 2014                                                                        | Germania Natalie Geisenberger Felix Loch Tobias Wendl Tobias Arlt                | Russia Tat'jana Ivanova Al'bert Demčenko Aleksandr Denis'ev Vladislav Antonov | Lettonia Elīza Tīruma Mārtiņš Rubenis Andris Šics Juris Šics       |
| Pyeongchang 2018                                                                 | Germania Natalie Geisenberger Johannes Ludwig Tobias Wendl Tobias Arlt           | Canada Alex Gough Sam Edney Tristan Walker Justin Snith                       | Austria Madeleine Egle David Gleirscher Peter Penz Georg Fischler  |
| Pechino 2022                                                                     | Germania Natalie Geisenberger Johannes Ludwig Tobias Wendl Tobias Arlt           | Austria Madeleine Egle Wolfgang Kindl Thomas Steu Lorenz Koller               | Lettonia Elīza Tīruma Kristers Aparjods Mārtiņš Bots Roberts Plūme |
| Atleta meglio premiato: Natalie Geisenberger, Tobias Arlt e Tobias Wendl (3/0/0) | Atleta meglio premiato: Natalie Geisenberger, Tobias Arlt e Tobias Wendl (3/0/0) | Nazione meglio premiata: Germania (3/0/0)                                     | Nazione meglio premiata: Germania (3/0/0)                          |

### Atleti plurimedagliati

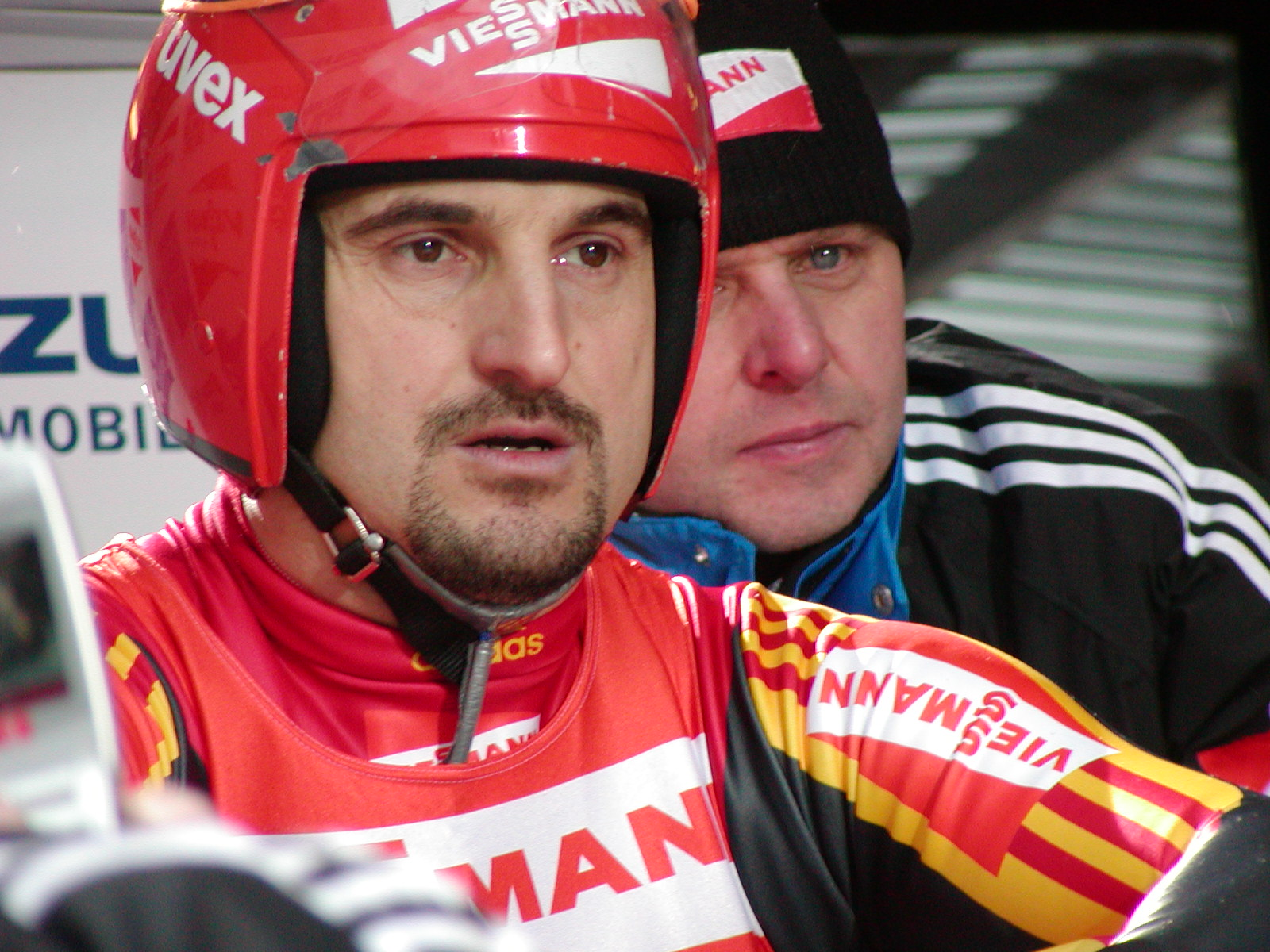
Il tedesco Georg Hackl è lo slittinista che ha avuto più successo alle Olimpiadi, con le cinque medaglie, tre delle quali d'oro, vinte in altrettante Olimpiadi consecutive.

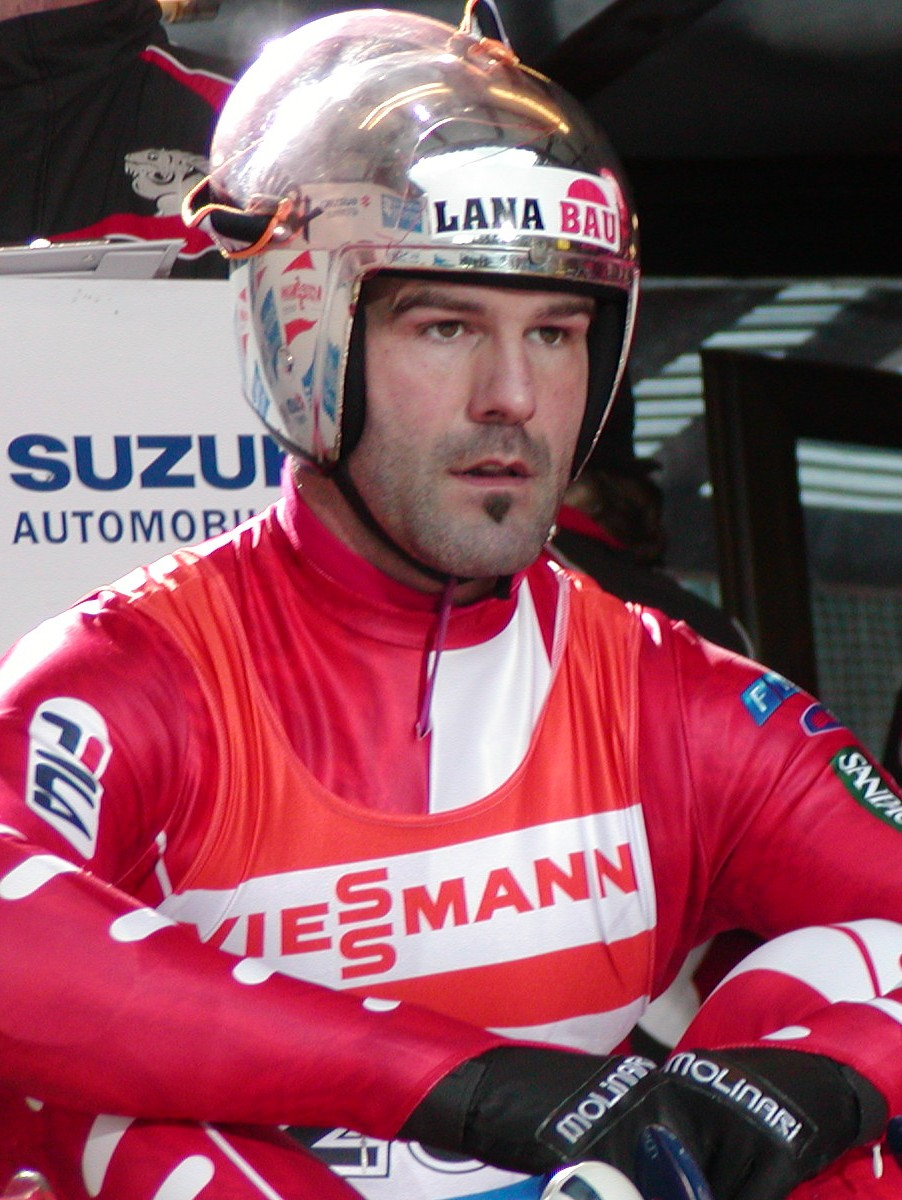
Armin Zöggeler è l'unico atleta al mondo ad aver vinto almeno una medaglia nella stessa disciplina individuale in sei Giochi Olimpici consecutivi.

Gli atleti che hanno vinto due medaglie d'oro o almeno tre medaglie olimpiche sono elencati di seguito:
| Atleta                | Nazione      | Olimpiadi | Oro | Argento | Bronzo | Totale |
| --------------------- | ------------ | --------- | --- | ------- | ------ | ------ |
| Armin Zöggeler        | Italia       | 1994–2014 | 2   | 1       | 3      | 6      |
| Natalie Geisenberger  | Germania     | 2010–2018 | 4   | 0       | 1      | 5      |
| Georg Hackl           | Germania     | 1988–2002 | 3   | 2       | 0      | 5      |
| Tobias Arlt           | Germania     | 2014-2018 | 4   | 0       | 0      | 4      |
| Tobias Wendl          | Germania     | 2014-2018 | 4   | 0       | 0      | 4      |
| Jan Behrendt          | Germania     | 1988–1998 | 2   | 1       | 1      | 4      |
| Stefan Krauße         | Germania     | 1988–1998 | 2   | 1       | 1      | 4      |
| Klaus-Michael Bonsack | Germania Est | 1964–1972 | 1   | 1       | 2      | 4      |
| Felix Loch            | Germania     | 2010–2014 | 3   | 0       | 0      | 3      |
| Thomas Köhler         | Germania Est | 1964–1968 | 2   | 1       | 0      | 3      |
| Paul Hildgartner      | Italia       | 1972–1984 | 2   | 1       | 0      | 3      |
| Andreas Linger        | Austria      | 2006–2014 | 2   | 1       | 0      | 3      |
| Wolfgang Linger       | Austria      | 2006–2014 | 2   | 1       | 0      | 3      |
| Hans Rinn             | Germania Est | 1976–1980 | 2   | 0       | 1      | 3      |
| Silke Kraushaar       | Germania     | 1998–2006 | 1   | 1       | 1      | 3      |
| Tatjana Hüfner        | Germania     | 2006–2014 | 1   | 1       | 1      | 3      |
| Al'bert Demčenko      | Russia       | 2006–2014 | 0   | 3       | 0      | 3      |
| Markus Prock          | Austria      | 1992–2002 | 0   | 2       | 1      | 3      |
| Andris Šics           | Lettonia     | 2010-2014 | 0   | 1       | 2      | 3      |
| Juris Šics            | Lettonia     | 2010-2014 | 0   | 1       | 2      | 3      |
| Norbert Hahn          | Germania Est | 1976–1980 | 2   | 0       | 0      | 2      |
| Steffi Walter         | Germania Est | 1984–1988 | 2   | 0       | 0      | 2      |
| Sylke Otto            | Germania     | 2002–2006 | 2   | 0       | 0      | 2      |